# MIND YOUR STEP!
『MIND YOUR STEP!』（マインド・ユアー・ステップ）は、日本のバンド、SNAIL RAMPの2枚目のシングル。

## 解説
- キングレコード内の新レーベル「ONE・TWO SCHOOL」設立記念第1弾
- この曲でHEY!HEY!HEY! MUSIC CHAMPにも出演した。

## 収録曲
1. MIND YOUR STEP!(3:37)
作詞・作曲：米田章男、編曲：SNAIL RAMP
ANB系「ぷらちなロンドンブーツ」エンディングテーマ
コナミの音楽ゲーム「GUITARFREAKS 8thMIX」「drummania 7thMIX」にも収録されている。
2. GOING TO CHANGE(3:10)
作詞・作曲：米田章男、編曲：SNAIL RAMP
3. OFF WITH YOUR HAT!(1:33)
作詞・作曲：米田章男、編曲：SNAIL RAMP
千葉ロッテマリーンズのサブローの応援歌として球場で演奏されていた。
4. SHE'S SO NICE(Live Version)(1:57)
作詞・作曲：竹村哲、編曲：SNAIL RAMP

## 収録アルバム
- LP『SNAIL RAMP MIX』（2000年9月30日）
- オムニバス『GUITARFREAKS 8th MIX & drummania 7th MIX Soundtracks』（2002年10月23日）
- ベスト『TRACK ～SINGLE COLLECTION&MORE～』（2007年2月14日）
- ライブ『SPRINT～TV MONSTER TOUR 2006 FINAL CD+DVD～』（2007年2月14日）